# Ихтиозаври
Ихтиозаврите (Ichthyosauria) са разред големи морски влечуги от мезозоя, изчезнали малко преди преминаването на креда–терциер. Подобни са по форма (а вероятно и по поведение) на съвременните големи океански хищни риби (риба тон, риба меч). Те са имали най-развито зрение от всички съществували някога гръбначни. Диаметърът на окото им е достигал до 25 cm.
Ихтиозаврите са живораждащи, като размера на малкото е голям, както при съвременните китове. За разлика от китовете, обаче са разчитат основно на зрението си (а не на слуха).
Ихтиозаврите процъфтяват през по-голямата част от мезозойската ера. Съдейки по фосилите, те се появяват за първи път преди около 250 милиона години и поне един вид е оцелял до преди около 90 милиона години, в късната креда.

## Придвижване и дишане
Не е изяснена техниката на плуване на ихтиозаврите, по-специално съчетаването на плуване с дишане. Подобните им по форма риби (едри скумриеви) дишат с хриле и не се налага да излизат от дълбоките водни слоеве. Съвременните делфини използват специална техника на плуване – редуват плуване в дълбокия слой (2 – 3 метра под вода) с излитане над вода, за да дишат. От енергийна гледна точка тази техника е оптимална за животни с подобни размери, дишащи атмосферен въздух (използва се и от съвременните пингвини). За да я прилагат, ихтиозаврите би трябвало да плуват легнали на една страна, което е съмнително. Другата хипотеза е, че при бързо плуване те не дишат, което е характерно за влечугите (страничните извивания на гръбнака блокират цикъла вдишване-издишване). Ако е така, те биха били способни само на краткотрайни периоди на висока активност и не биха били конкурентни на съвременните едри океански хищници – делфини, акули и едри скумриеви.